# آب‌انبار سادات
آب‌انبار سادات، آب‌انباری است مربوط به دوره قاجار که در محدودهٔ شهر تاریخی تون، در جنوب غربی شهر فردوس واقع شده‌است. این آب‌انبار در خیابان فرهنگ و پشت مسجد جامع تون قرار گرفته و در تاریخ ۳ خرداد ۱۳۸۶ با شمارهٔ ثبت ۱۹۱۰۵ به‌عنوان یکی از آثار ملی ایران به ثبت رسیده‌است.